# Oporządzenie żołnierza

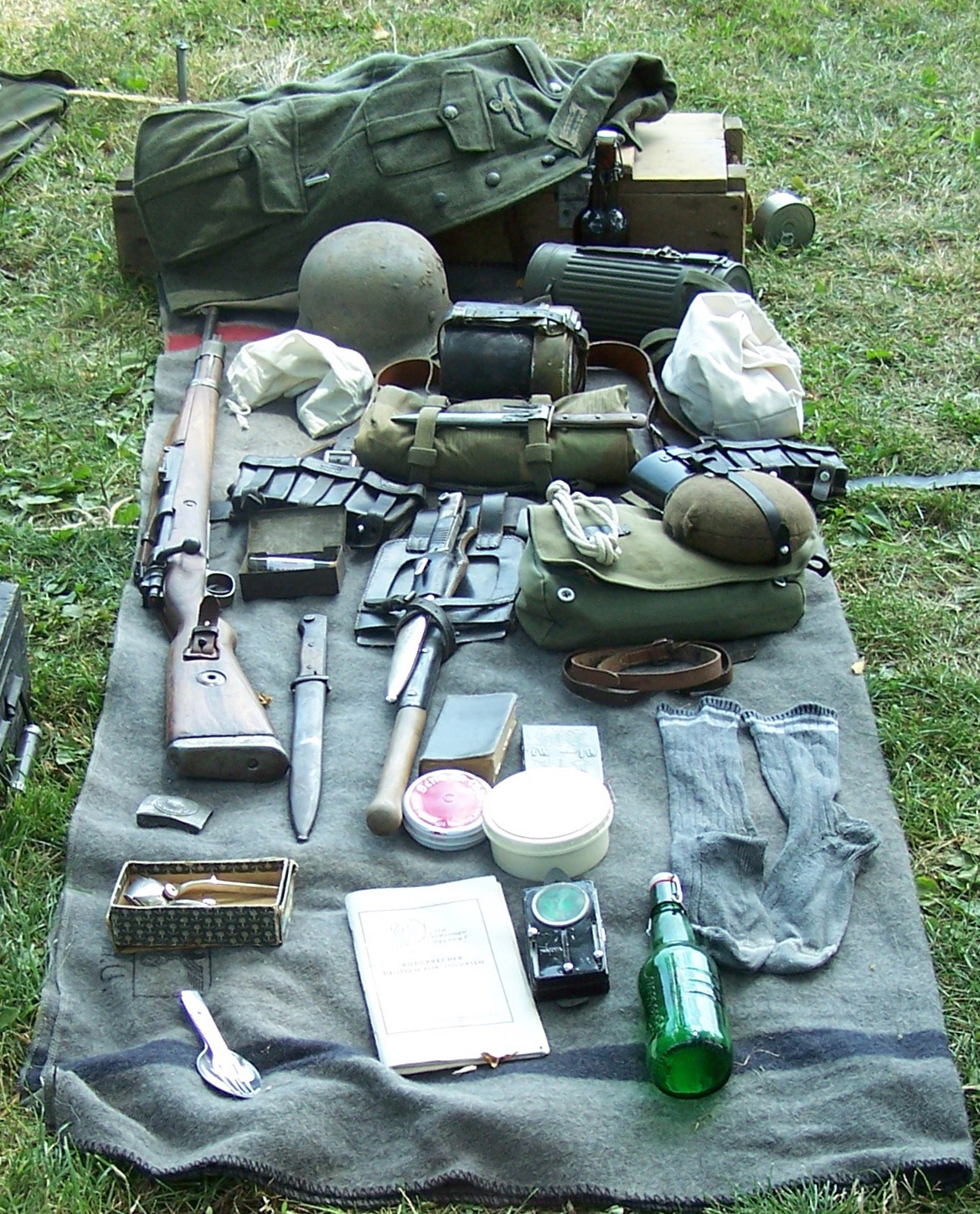
Przykładowe elementy oporządzenia żołnierza Wehrmachtu z okresu II wojny światowej

Oporządzenie żołnierza (także: ekwipunek) – zestaw przedmiotów stanowiących wyposażenie indywidualne żołnierza, umożliwiających mu wykonywanie określonych zadań oraz zaspokajających jego potrzeby bytowe. W różnych okresach zestaw elementów oporządzenia kształtował się odmiennie, zależny był również od charakteru wykonywanych zadań.

## Przykładowe elementy oporządzenia
Oporządzenie związane z uzbrojeniem:
- żabki do bagnetów lub szabli,
- ładownice,
- hełmy,
- maski przeciwgazowe,
- kamizelki kuloodporne,
- łopatki,
- pasy, szelki i troki,
- torby, pokrowce i futerały do broni, sprzętu, przyborów itp.

Oporządzenie mundurowe:
- odzież ochronna,
- tornistry, dzisiaj częściej zasobniki.
- plecaki
- chlebaki,
- manierki,
- menażki,
- niezbędniki,
- przybory do czyszczenia (konserwacji) munduru i obuwia,
- przybory toaletowe,

Oporządzenie specjalne (przewidziane dla pewnych grup żołnierzy):
- mapniki,
- lornetki,
- zegarki,
- busole,
- torby, oficerskie, podoficerskie i oddziałów porządkowych,
- gwizdki,
- hełmy i okulary motocyklistów,
- hełmofony czołgowe i lotnicze[a]
- kamizelki ratunkowe,
- kamizelki odblaskowe
- łopaty saperskie.

## W Polsce
Aktualnie w Siłach Zbrojnych Rzeczypospolitej Polskiej przedmioty oporządzenia zostały wymienione w Rozporządzeniu Ministra Obrony Narodowej z dnia 16 marca 2010 r. w sprawie umundurowania oraz wyekwipowania żołnierzy zawodowych i kandydatów na żołnierzy zawodowych.